# Footloose
«Footloose» — песня американского автора-исполнителя Кенни Логгинса, ставшая одной из основных музыкальных тем популярного фильма Свободные (Footloose) и вошедшая в его саундтрек Footloose (1984). Сингл стал № 1 в США, Канаде и Австралии.

## История
Авторами были Кенни Логгинс и Дин Питчфорд, а продюсером стали Кенни Логгинс и Lee DeCarlo.
Сингл был издан на лейблах EMI и Casablanca и достиг первого места в американском хит-параде Billboard Hot 100 (три недели на № 1). По итогам года песня стала № 4 в 1984 году. Песня получила в 1984 году две престижные номинации: на Премию «Оскар» за лучшую песню к фильму и на «Золотой глобус» за лучшую песню. Также была номинация на премию Грэмми в категории Лучшее мужское вокальное поп-исполнение.

## Чарты

### Еженедельные чарты
| Чарт (1984)                        | Высшая позиция |
| ---------------------------------- | -------------- |
| Австралия FISHH (KMR)              | 1              |
| Австрия (Ö3 Austria Top 40)        | 8              |
| Бельгия (VRT Top 30 Flanders)      | 26             |
| Канада (RPM)                       | 1              |
| Германия (Media Control Charts)    | 4              |
| Италия (Musica e Dischi)           | 17             |
| Новая Зеландия (Recorded Music NZ) | 1              |
| Швейцария (Schweizer Hitparade)    | 4              |
| Великобритания (OCC UK Singles)    | 6              |
| США (Billboard Hot 100)            | 1              |

| Чарт (1984)             | Позиция |
| ----------------------- | ------- |
| Австралия               | 7       |
| Канада                  | 17      |
| Новая Зеландия          | 9       |
| ЮАР                     | 12      |
| Великобритания          | 82      |
| США (Billboard Hot 100) | 4       |

| Чарт (1958—2018)        | Позиция |
| ----------------------- | ------- |
| США (Billboard Hot 100) | 313     |

### Сертификации
| Регион | Сертификация | Продажи    |
| --- | ------------ | ---------- |
| Канада (Music Canada) | Платиновый   | 100 000^   |
| Италия (FIMI) | Золотой      | 25 000     |
| Великобритания (BPI) | Платиновый   | 1 000 000  |
| США (RIAA) | Платиновый   | 1 000 000^ |
| ^ Данные о тиражах приведены только на основе сертификации. · Данные о продажах + прослушиваниях приведены только на основе сертификации. |              |            |

## Версия Блейка Шелтона
Блейк Шелтон сделал кавер на песню для ремейка фильма 2011 года. Версия Шелтона также появляется в саундтреке к фильму. В ноябре 2011 года он занял 63-е место в американском кантри-чарте журнала Billboard Hot Country Songs. Музыкальное видео на версию песни Шелтона снял режиссёр Шон Сильва, премьера состоялась в октябре 2011 года.

### Чарты (Блейк Шелтон)
| Чарт (2011)                         | Высшая позиция |
| ----------------------------------- | -------------- |
| Канада (Billboard Canadian Hot 100) | 59             |
| Канада (Billboard Country)          | 35             |
| США (Billboard Hot 100)             | 63             |
| США (Billboard Hot Country Songs)   | 53             |

### Сертификации
| Регион | Сертификация | Продажи |
| --- | ------------ | ------- |
| США (RIAA) | Золотой      | 500 000 |
| ^ Данные о тиражах приведены только на основе сертификации. · Данные о продажах + прослушиваниях приведены только на основе сертификации. |              |         |